# Охотск (порт)
Охо́тск — российский морской порт в Хабаровском крае, местоположение — северный берег Охотского моря, район устья реки Кухтуй.
До первой половины XIX века Охотск — основной порт России на востоке, колыбель отечественного тихоокеанского флота, с начала XVIII века — отправной пункт экспедиций, исследовавших северную часть Тихого океана и открывших западное побережье Северной Америки.
Период навигации май-ноябрь. Имеется 5 причалов протяжённостью 557 метров. Максимальные габариты судов, заходящих в порт (осадка, длина, ширина) — 3,5/110/18 м. Проводится рейдовая выгрузка большегрузных судов.
Погрузо-разгрузочную деятельность существляет: «Охотский участок ОАО „Николаевский-на-Амуре морской порт“» и ООО «Нефтьопторг».
Грузооборот порта:
- 2009 — 59,1
- 2010 — 41,4
- 2011 — 105,9
- 2024 — 347,7[1]

Специализация — строительные, продовольственные, различные генеральные грузы, нефтепродукты, лес. Начиная с 2011 года грузооборот резко возрос за счёт золото-серебряной руды.